# Big Mutha Truckers
Big Mutha Truckers est un jeu vidéo de course sorti en France en 2003 sur PlayStation 2, Xbox, GameCube et Windows. Le jeu est également porté sur Nintendo DS et Game Boy Advance en 2006. Sa suite, sortie en France en 2005, se nomme BMT 2: Truck Me Harder.
Se déroulant dans l'État fictionnel de Hick State County, dans le Sud profond des États-Unis, le jeu consiste à accomplir des trajets entre des villes, livrer des marchandises, et prendre part à des courses au volant d'un semi-remorque. Big Mutha Truckers n'a connu qu'un faible succès critique et commercial à cause de son gameplay repetitif, des graphismes datés, et une piètre ambiance sonore. La chanson-thème du jeu est « Born to Be Wild » de Steppenwolf.
L'histoire du jeu concerne quatre personnages et leur quête pour hériter de l'entreprise familiale. Ayant prévu de prendre sa retraite bientôt, Ma Jackson met au défi ses quatre enfants, Cletus, Earl, Rawkus et Bobbie-Sue, de remporter un concours visant à déterminer qui est le meilleur camionneur : chacun d'entre eux a 60 jours pour effectuer des livraisons dans différentes villes de Hick State County, et celui qui aura gagné le plus d'argent à la fin héritera de l'entreprise.

## Système de jeu
Big Mutha Truckers est principalement un jeu de course, semblable à 18 Wheeler. Le joueur passe la majorité de son temps sur les routes, parcourant les autoroutes entre les six grandes villes du jeu : Salt Sea City, Capital City, Greenback, Skeeter's Creek, Smokestack Heights, et Big Mutha Truckin' Incorporated. Le joueur gagnera la plupart de son argent par le commerce, en livrant des biens allant de téléphones portables à de la bière, mais aussi à travers d'autres opportunités comme des mini-jeux et des défis de course.
Chaque ville propose trois endroits notables : un garage, un bar et un magasin. Le garage permet au joueur de réparer les dégâts, faire le plein, changer de remorque pour transporter différentes cargaisons, acheter des améliorations pour l'équipement, ou faire dessiner des logos personnalisés sur son camion. Dans le bar, le joueur peut rencontrer un usurier, et trouver des informations sur les endroits où il peut acheter et vendre certaines cargaisons. Le magasin offre au joueur la possibilité d'acheter et de vendre des biens, avec des prix variant dans chaque village. Lors des visites à Big Mutha Truckin' Incorporated, le bar et le magasin se voient remplacés par des visites à Ma Jackson.
Sur la route, le joueur peut gagner de l'argent supplémentaire en emboutissant d'autres véhicules. Cet argent peut être démultiplié en réalisant des combos, ou en cognant un véhicule avec la remorque. Si le joueur réussit des combos suffisamment élevés, il peut faire apparaître des symboles de récompense sur la route. Une fois collectés, ces symboles peuvent refaire le plein d'essence du camion, réparer les dégâts, ou offrir un bonus de collision. La police et les gangs de motards sont aussi présents dans le jeu, et peuvent causer des ennuis au joueur s'il les agresse par erreur. Les policiers prendront en chasse et arrêteront le joueur, alors que les motards tenteront de mitrailler la caravane, voire de la détacher du camion. Dans les deux cas, l'argent du joueur s'en voit diminué significativement. La police peut être évitée en conduisant habilement, et on se débarrasse des motards en les faisant tomber du camion.
À certains moments, le joueur se verra confier des missions secondaires lors de ses visites dans les bars : ce sont de simples courses d'un point A à un point B, permettant au joueur de renflouer son compte en banque s'il réussit à les mener à bien.

## Accueil
Big Mutha Truckers a reçu un accueil plutôt tiède de la critique, avec un score GameRankings de 66 % sur PlayStation 2 et 65 % sur Xbox et GameCube. Ce score tombe à 56 % pour les versions PC et Nintendo DS, et 50 % pour la version Game Boy Advance.
Jeuxvideo.com attribue 14 / 20 au titre, estimant que c'est « un jeu correct qui devrait séduire pour un temps les amateurs du genre en mal de jeux originaux. » Gamekult, moins enthousiaste, donne 5 / 10 à « une production qui montrera assez rapidement ses limites (...), la faute à un gros manque de profondeur et de sensations. » Le site relève néanmoins comme points positifs « sa réalisation sympathique ainsi que l'effort d'originalité. » Joypad met un sévère 2 / 10 au jeu, au motif que « c'est lent et [qu'] il ne se passe pas grand-chose sur les routes » et qu'il ne faut « pas compter sur la réalisation pour relever un peu le niveau. »
Alex Navarro de GameSpot donne au jeu une note de 6,2 / 10, faisant remarquer que Big Mutha Trucker « essaie sincèrement d'être un jeu amusant, » mais que des faiblesses dans la présentation et le manque de variété dans le gameplay font que le jeu « n'est tout simplement pas à la hauteur pour justifier un achat. » Andy Mahood de GameSpy émet des critiques similaires : à cause d'une trop grande répétitivité, « on est blasé après seulement quelques heures de jeu. » En dépit de ces critiques négatives, beaucoup de testeurs ont reconnu que le jeu était agréable, ne fût-ce que pendant les seules dix premières minutes.